# Давиденко, Фёдор Васильевич
Фёдор Васильевич Давиденко (род. 19 января 1952, Ленинск-Кузнецкий, Кемеровская область) — российский, ранее советский, шахматный композитор; мастер спорта СССР (1987) и международный мастер (1993) по шахматной композиции. Инженер-электромеханик.
С 1967 года опубликовал около 200 задач, преимущественно трёх- и многоходовки с правильными матами; из них около 100 отмечены отличиями, 45 призами (в том числе 20 первыми). Победитель 17-го личного чемпионата СССР (1987; многоходовки) и финалист 14-го (1983) — 3-е (трёхходовки), 15-го (1984) и 17-го (1987) — 2-е места чемпионатов. Сторонник яркой, жертвенной игры.